# The Cat in the Hat (2026)
The Cat in the Hat (bra: O Gatola da Cartola) é um futuro filme de animação digital dos gêneros fantasia e comédia produzido pela Warner Bros. Pictures Animation e Dr Seuss. Enterprises, e distribuído pela Warner Bros. Pictures. Baseado no livro infantil de mesmo nome de Dr. Seuss, o filme é dirigido e escrito por Alessandro Carloni
Erica Rivinoja, e estrelado por Bill Hader, Quinta Brunson, Bowen Yang, Xochitl Gomez, Matt Berry e Paula Pell.

## Sinopse
Um gato tenta animar dois irmãos que estão com problemas para se adaptar à sua nova cidade.

## Elenco
- Bill Hader como O Gatola da Cartola
- Quinta Brunson
- Bowen Yang
- Xochitl Gomez
- Matt Berry
- Paula Pell

## Produção
Em março de 2012, após o sucesso de The Lorax, um reboot de O Gato (2003) foi anunciado pela Universal Pictures e Illumination Entertainment, com Rob Lieber como roteirista, Chris Meledandri e Audrey Geisel como produtora executiva, mas nunca se concretizou.
Em janeiro de 2018, a Warner Bros. Pictures Animation adquiriu os direitos de The Cat in the Hat como parte de uma parceria criativa com a Seuss Enterprises. Em outubro de 2020, Erica Rivinoja e Art Hernandez foram anunciados como diretores. Em junho de 2023, Hernandez foi substituído como diretor por Alessandro Carloni.

### Escalação do elenco
Em março de 2024, foi anunciado que Bill Hader estrelaria como O Gato, junto de Quinta Brunson, Bowen Yang, Xochitl Gomez, Matt Berry e Paula Pell.

### Animação
A animação do filme foi fornecida pela DNEG Animation.

## Lançamento
The Cat in the Hat está agendado para ser lançado em 27 de fevereiro de 2026 nos Estados Unidos, pela Warner Bros. Pictures. Estava anteriormente agendado para ser lançado em 6 de março de 2026.
No Brasil, o filme está agendado para ser lançado em 26 de fevereiro de 2026.